# Doederleinia
Doederleinia is een geslacht van straalvinnige vissen uit de familie van acropomaden (Acropomatidae).

## Soorten
- Doederleinia berycoides (Hilgendorf, 1879)
- Doederleinia gracilispinis (Fowler, 1943)
- Doederleinia orientalis Steindachner & Döderlein, 1883